# Giuliano Fortunato
Giuliano Fortunato (Tricesimo, 15 maggio 1940 – Tricesimo, 23 settembre 2022) è stato un calciatore italiano, di ruolo centrocampista o attaccante.

## Carriera
Cresciuto calcisticamente nelle giovanili della Pro Gorizia, nel 1959 passa alla Triestina con cui disputa da titolare due stagioni in Serie B, le prime dopo la retrocessione dei giuliani nella seconda serie della stagione 1958-1959.
Nel 1961 viene acquistato dal Lanerossi Vicenza, con cui esordisce in Serie A il 10 settembre 1961 in occasione del successo interno sul Catania, realizzando la rete del momentaneo 2-0. Quella resterà l'unica rete realizzata da Fortunato in quel campionato, mentre le presenze complessive saranno 16.
Nel 1962, dopo aver disputato altri 2 incontri con i berici, nella sessione autunnale del calciomercato passa al Milan. Rimane in rossonero per cinque stagioni, senza mai riuscirsi a imporsi come titolare fisso (mai oltre le 17 presenze per campionato), ma riuscendo a totalizzare 104 presenze e 22 gol complessivi durante la sua permanenza a Milano. Con i rossoneri si aggiudicò la Coppa dei Campioni 1962-1963 e la Coppa Italia 1966-1967, realizzando talvolta reti importanti come il gol di apertura del Derby della Madonnina del 19 gennaio 1964.
Nel 1967 viene ceduto alla Lazio, con cui disputa tre campionati di Serie B e due di Serie A, conquistando due promozioni in massima serie nelle stagioni 1968-1969 (nella quale mette a segno 8 reti) e 1971-1972. Dopo la seconda promozione, non segue i capitolini nel massimo livello, scendendo in Serie C per vestire la maglie del Lecce, con cui chiude la carriera agonistica. In carriera ha totalizzato 134 presenze e 21 reti in Serie A e 160 presenze e 21 reti in Serie B.
A livello di squadra nazionale, Fortunato era stato inserito nella rosa dei 22 giocatori che, nel settembre 1964, si stavano preparando per la partecipazione al torneo olimpico di Tokyo 1964, poi non effettuata per l'imputazione di professionismo rivolta ad alcuni componenti da parte del CIO, benché essi fossero formalmente in regola con le norme della FIFA.

## Palmarès

### Club

#### Competizioni nazionali
- Coppa Italia: 1

Milan: 1966-1967
- Campionato italiano di Serie B: 1

Lazio: 1968-1969

#### Competizioni internazionali
- Coppa dei Campioni: 1

Milan: 1962-1963
- Coppa delle Alpi: 1

Lazio: 1971